# Pons Sublicius
Pons Sublicius (”pålbron”) var den första bron i antikens Rom. Den korsade Tibern i närheten av Forum Boarium. Enligt traditionen uppfördes bron på befallning av kungen Ancus Marcius omkring år 642 f.Kr. för att underlätta samfärdseln mellan Janiculum och Aventinen.
Bron försvarades av officeren Horatius Cocles mot de invaderande etruskerna under Lars Porsena i början av 500-talet f.Kr.
Pons Sublicius var den enda bron i Rom fram till år 179 f.Kr.
De sista resterna av Pons Sublicius förstördes i slutet av 1800-talet och år 1917 invigdes den moderna Ponte Sublicio.

## Bilder
| - Mynt med avbildning av Horatius Cocles vid Pons Sublicius. - Plakett med avbildning av Horatius Cocles vid Pons Sublicius. - Ludwig Refinger, Horatius Cocles hejdar kung Porsennas här framför Rom (1500-talets första hälft), Nationalmuseum. |